# Manfred Honeck

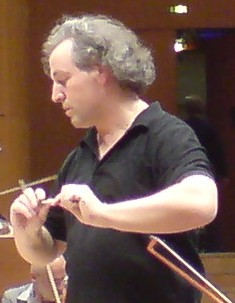
Manfred Honeck

Manfred Honeck, född 17 september 1958 i Nenzing,  är en österrikisk dirigent.
Honeck är bosatt i Altach i delstaten Vorarlberg i Österrike. 
Han har gästat de flesta av världens stora orkestrar och dirigerat vid festivaler som BBC Proms, Luzernfestivalen samt i Carnegie Hall och Lincoln Center. Han har gjort ett flertal inspelningar (främst av de stora tyska symfonierna) för Reference Records.  Den inspelning han gjorde för dem av Dvořáks Symfoni nr 8 och den symfoniska sviten ur Leoš Janáčeks opera Jenufa blev Grammynominerad. En inspelning av Mahlers Symfoni nr 4 (Exton, 2011) vann International Classical Music Award.
I Sverige har han varit chefdirigent för Sveriges Radios symfoniorkester (2000–2006), där han bland annat beställde och uruppförde Sven-David Sandströms kör- och orkesterverk "Ordet – en passion" den 24 mars 2004 i Berwaldhallen med bland andra Anne Sofie von Otter och Nina Stemme som solister. 
Honeck tillträdde befattningen som chefsdirigent för Pittsburgh Symphony Orchestra år 2008 och fick kontraktet förlängt till säsongen 2019–2020.